# Kasper Frederiksen
Niels Frederik Johan Kasper Frederiksen (16. října 1890, Iginniarfik – ?) byl grónský lovec a zemský rada zasedající v druhé severogrónské zemské radě.

## Životopis
Kasper Frederiksen byl synem obchodního správce Nielse Frederika Johana Henrika Frederiksena (1833–?) a jeho manželky Debory Abelone Tekly Andreasenové (1859–?). Kasperovým bratrem byl jeho předchůdce ve funkci Abel Frederiksen.
Frederiksen byl lovcem v Iginniarfiku. V roce 1917 byl zvolen do druhé Severogrónské zemské rady, kde setrval až do konce volebního období v roce 1922.